# EC番号 (欧州共同体番号)
EC番号とは欧州共同体（EC）の委員会が定めた化学物質の同定番号で、EINECS番号、ELINCS番号、NLP番号から構成される。広義には、EC List No. を加えることがある。

## フォーマット
すべて XXX-XXX-X の7桁の形式で記述される。
EINECS番号（European Inventory Of Existing Commercial Chemical Substances）
2XX-XXX-Xまたは3XX-XXX-Xの7桁の形式で記述される。そして200-001-8から始まる。
ELINCS番号（European List Of Notified Chemical Substances）
4XX-XXX-Xの7桁の形式で記述される。そして400-010-9から始まる。
NLP番号（No Longer Polymers）
5XX-XXX-Xの7桁の形式で記述される。そして500-001-0から始まる。
ECリスト番号（EC List Number）
狭義にはEC番号ではなく、EC List Numberとして区別される。
6XX-XXX-X, 7XX-XXX-X, 8XX-XXX-X, 9XX-XXX-Xの7桁の形式で記述されるが、物質の同定（Identification）に重要である。同じ、EC番号(狭義)でありながら、異なるEC番号（広義）の物質がある場合、狭義EC番号でない、EC List No. が使われているケースがある。例：CASRN: 64742-95-6に対して、265-199-0と64742-95-6
```
  NNN-NNN-R
  123-456-0
```

以下の計算式にしたがってチェックデジットが付加される。
```
  1N + 2N + 3N + 4N + 5N + 6N        R
  --------------------------- = Q + --
                11                  11
```